# 申世輝
申世輝（1997年6月3日—），韓國女演員。

## 演出作品

### 電視劇
- 2015年：tvN《高校10大天王》飾演 安藝智（出道作）[2]
- 2016年：KBS《住在我家的男人》飾演 權德心
- 2016年：JTBC《所羅門的偽證》飾演 李珠莉
- 2017年：JTBC《青春時代2》飾演 安睿知
- 2017年：MBC《20世紀少男少女》飾演 李荷藍
- 2020年：KBS2《他就是那傢伙》飾演 保守女孩（EP8、10、11）

### 网络剧
- 2019年：tvN D《胖乎乎的恋爱2》饰演 高宥美
- 2020年：tvN D《網劇法則》飾演 都多米
- 2025年：Disney+《揭密最前線》飾演 李宥薇

### 電影
- 2017年：《非正規職特殊要員（朝鲜语：비정규직 특수요원）》（友情出演）
- 2018年：《回來吧，釜山港之愛》
- 2018年：《惡鄰布局》
- 2019年：《極限逃生》飾演 李容慧
- 2023年：《芭蕾復仇曲》飾演 女高中生

### MV
- 2015年：iKON《My Type》
- 2022年：허회경 (Heo Hoy Kyung) 《그렇게 살아가는 것 (So life goes on)》

## 外部連結
- 申世輝的Instagram帳戶
- 申世輝的YouTube頻道
- 申世輝在NAVER上的资料
- 申世輝在Daum上的资料